# Distruzione di denaro

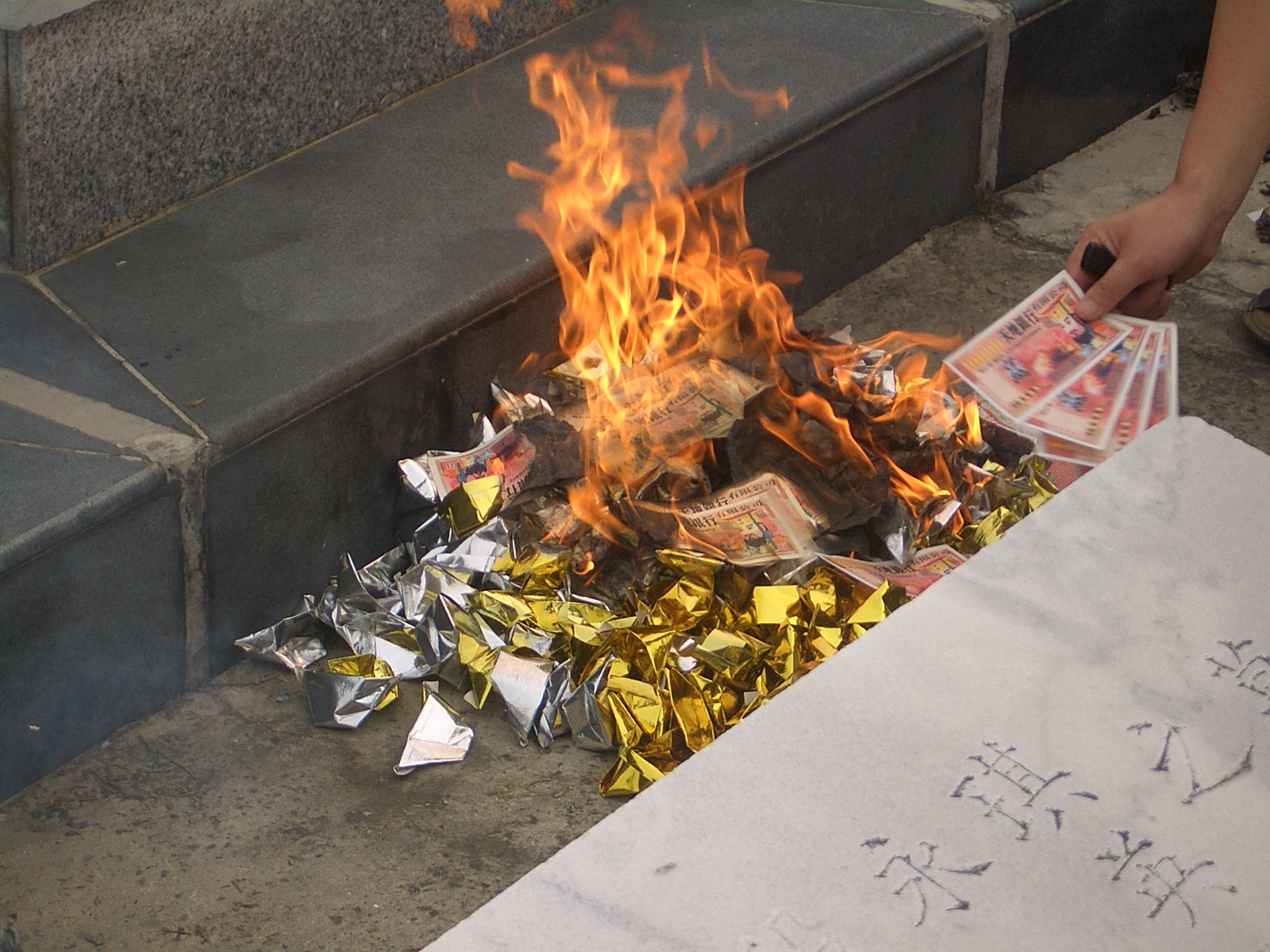
Bruciatura di alcuni fac-simile di banconote

La distruzione di denaro è l'atto intenzionale di danneggiare irrimediabilmente banconote o monete in corso di validità legale. Quando il denaro viene distrutto, la ricchezza del proprietario diminuisce, senza arricchire direttamente nessuno in particolare. Riduce anche l'offerta di moneta e rallenta il tasso d'inflazione.
Tale compito è generalmente affidato per legge a enti come le zecche e gli istituti poligrafici statali che ne curano anche la sostituzione, affinché in circolo vi siano sempre monete e banconote di elevato livello qualitativo. Sistemi di danneggiamento del denaro sono in uso anche presso banche e istituti di credito per la prevenzione di furti.
Quando tale distruzione o danneggiamento (bruciatura, rovina, strappo) è compiuto da singoli privati, ha invece di norma motivazioni artistiche, politiche o di protesta, o simboliche (ostentazione di status sociale, gioco). La pratica è usata, sebbene in maniera figurata, anche in alcuni giochi, come per esempio nella battaglia dei sessi.
Danneggiare privatamente denaro in corso di validità è una condotta illegale in alcuni stati, ma tollerata o legale in altri.

## Africa

### Kenya
In Kenya la distruzione di banconote è punibile penalmente.

## Americhe

### Brasile
In Brasile, se danneggiare denaro privatamente sia reato è un argomento controverso. Non c'è menzione esplicita nel diritto brasiliano per questo atto. Il capo della Banca centrale, John Sidney Figueiredo Filho, ha affermato che "quando il denaro è nella Banca centrale, è di proprietà del Tesoro Nazionale. Quando la lascia, no".
Tuttavia, la dottrina maggioritaria tratta l'argomento come un reato di danneggiamento qualificato, previsto dall'art. 163 del codice penale brasiliano. Per il capo di polizia Jeferson Botelho Pereira, "chi straccia del denaro commette un reato contro il patrimonio dell'Unione". Per il giudice Jesseir Coelho de Alcântara "implicitamente il denaro è un bene pubblico". La produzione di banconote, attraverso la Zecca (o Casa della Moneta), è competenza esclusiva del Banco Central, la cui emissione è autorizzata dall'Unione. Il principio si basa sugli articoli 98 e 99 del Nuovo Codice Civile Brasiliano, estendendo al denaro lo stesso trattamento riservato ai fiumi, ai mari, alle strade, alle vie e alle piazze.

### Canada
Il Currency Act canadese afferma che nessuno può, senza un permesso ministeriale, fondere, rompere o utilizzare in modo diverso dal previsto, qualsiasi moneta che abbia corso legale in Canada. Per i contravventori sono previste pene detentive e pecuniarie.

### Stati Uniti
Negli Stati Uniti il danneggiamento del denaro è proibito secondo l'articolo 333 del titolo 18 dello United States Code intitolato "Mutilation of national bank obligations", che include "qualsivoglia azione" che renda una banconota "inadatta ad essere riemessa". In un intervento amicus curiae per il caso Atwater contro Città di Lago Vista, il procuratore generale degli Stati Uniti (solicitor general) Seth Waxman ha scritto che è possibile arrestare un individuo che rimuove i numeri nell'angolo di un dollaro in quanto "può essere segnale di un'operazione di contraffazione", senza soffermarsi, tuttavia, sull'eventuale distruzione completa.
Vi sono persone che hanno pubblicamente bruciato piccole quantità di denaro, come i Living Things durante il festival South by Southwest, oppure Larry Kudlow durante il programma televisivo The Call, senza conseguenze legali.
La questione della legalità di quest'azione è stata comparata alla questione del vilipendio alla bandiera. Nel 1989 in una audizione del Comitato giudiziario del Senato degli Stati Uniti circa il Flag Protection Act l'ex procuratore generale degli Stati Uniti (attorney general) William Barr ha testimoniato che ogni legge che protegga qualcosa unicamente per il suo valore simbolico sarebbe stata indicata come incostituzionale. Il rapporto del Senato, che raccomandava l'approvazione dell'atto, asserì che l'argomento di Barr avrebbe reso incostituzionale anche l'articolo 333 del titolo 18 U.S.C. citato.
Nel 1996 venne realizzata da Ken Goldberg, Eric Paulos, Judith Donath, e Mark Pauline l'opera Legal Tender (Corso legale, in italiano): un'installazione d'arte telerobotica che si prefiggeva, come in un esperimento, di verificare se le leggi incutessero timore anche in un ambiente virtuale. In questa opera era possibile manovrare da remoto un braccio robotico. I partecipanti venivano avvisati che secondo l'articolo 333 del titolo 18 U.S.C. sarebbero stati sottoposti al rischio di una pena fino a sei mesi di reclusione, poi veniva data loro la possibilità di deturpare per via telematica piccole porzioni di una coppia di banconote da 100 dollari, "presumibilmente autentiche", via web. Il crimine sarebbe stato effettivamente commesso "solo se le banconote sono reali, il sito è autentico e l'esperimento viene realizzato veramente". In effetti, una delle banconote era autentica mentre l'altra era falsa. Quasi tutti i partecipanti hanno affermato che credessero che l'esperimento e le banconote fossero fasulli.
La distruzione del denaro è soggetta alle stesse leggi che governano la distruzione di altre proprietà personali. In particolare non è possibile ordinare all'esecutore testamentario di bruciare i propri soldi dopo la propria morte.

## Europa
Secondo la Raccomandazione della Commissione del 22 marzo 2010, «gli Stati membri non devono proibire né punire la distruzione integrale di piccole quantità di banconote o di monete in euro compiuta da privati, devono tuttavia proibire la distruzione non autorizzata di ingenti quantità di banconote e di monete in euro». Inoltre, «gli Stati membri non devono incoraggiare la mutilazione delle banconote o delle monete in euro a fini artistici, ma sono tenuti a tollerarla. Le banconote o le monete mutilate non devono più essere considerate idonee alla circolazione».
L'Unione europea indica come reato la «falsificazione o alterazione fraudolenta di monete, qualunque ne sia il modo». Affinché il reato si concretizzi è perciò necessaria la condotta fraudolenta. Secondo il regolamento UE 1210/2010, inoltre, «tutte le monete non adatte alla circolazione devono essere consegnate all'autorità nazionale competente. I paesi dell'UE devono ritirare dalla circolazione e rimborsare o restituire le eventuali monete non adatte», a prescindere da quale sia il paese di emissione.
La Banca centrale europea ha stabilito che «gli Stati membri possono rifiutare di rimborsare monete in euro non adatte alla circolazione che sono state alterate deliberatamente o a causa di un procedimento avente l'effetto prevedibile di alterarle, fatto salvo il rimborso di monete raccolte a fini caritativi, quali le monete gettate nelle fontane». Stante l'ufficio legale BCE, inoltre, «se più banconote vengono timbrate a scopo pubblicitario, la BCE si rifiuta di rimborsarle».
L'Unione europea prevede l'obbligo a livello comunitario del ritiro dalla circolazione delle banconote "neutralizzate", ovvero rese inservibili da sistemi antifurto.

### Italia
In merito alla gestione delle monete di euro, l'Italia sottostà alla normativa europea: è tenuta pertanto a non «proibire né punire la distruzione integrale di piccole quantità di banconote o di monete in euro compiuta da privati», mentre deve «proibire la distruzione non autorizzata di ingenti quantità di banconote e di monete in euro». Sotto il profilo artistico, non deve «incoraggiare la mutilazione delle banconote o delle monete in euro a fini artistici», ma è tenuta «a tollerarla». Al contempo, deve «proibire la distruzione non autorizzata di ingenti quantità di banconote e di monete in euro».
Riguardo allo specifico ordinamento italiano, secondo Guido Crapanzano, «sino a quando in Italia vigeva il regime monarchico esisteva una legge che puniva l'oltraggio alla effigie del sovrano, e quindi era vietato deturparne l'immagine anche sulle banconote. Oggi, il solo reato imputabile a chi scrive sulle banconote è conseguente a [eventuali] contenuti offensivi e/o osceni».
L'alterazione di monete compiuta con lo scopo di perpetrare un'attività illecita è invece un reato (art. 454 del codice penale) che punisce:
1. chiunque contraffaccia monete nazionali o straniere, aventi corso legale nello Stato o fuori;
2. chiunque altera in qualsiasi modo monete genuine, col dare ad esse l'apparenza di un valore superiore;
3. chiunque, non essendo concorso nella contraffazione o nell'alterazione, ma di concerto con chi l'ha eseguita ovvero con un intermediario, introduce nel territorio dello Stato o detiene o spende o mette altrimenti in circolazione monete contraffatte o alterate;
4. chiunque, al fine di metterle in circolazione, acquista o comunque riceve, da chi le ha falsificate, ovvero da un intermediario, monete contraffatte o alterate.

La Banca di Italia, similmente all'Unione europea, definisce "danneggiati" o "non adatti alla circolazione" gli euro «che presentano difetti o le cui caratteristiche tecniche e identificative sono considerevolmente mutate (per dimensioni, peso, colore, o per corrosione e danni ai bordi) a causa del logorio o di eventi accidentali. Rientrano in questa fattispecie anche le monete non contraffatte ma deliberatamente alterate.» Secondo la Banca di Italia, «una banconota si dice danneggiata quando risulta sporca, macchiata o scolorita a causa di eventi accidentali. Una banconota si dice mutilata quando manca di una parte. Come regola generale, una banconota mutilata può essere cambiata se la parte presentata per il cambio rappresenta più del 50% della banconota originale, o, in caso contrario, se si può provare che la parte mancante è andata distrutta accidentalmente.»
Inoltre, «le banconote danneggiate o mutilate intenzionalmente in linea di principio non sono sostituite ma trattenute senza rimborso. Sono sostituite però se l'esibitore è in buona fede e/o se il grado di danneggiamento è modesto (piccole scritte, numeri od annotazioni)». La sostituzione avviene a cura delle filiali della Banca d'Italia; può essere richiesta anche alle altre banche e agli uffici postali, ma non hanno tuttavia l'obbligo di effettuarla.

### Regno Unito
Il Currency and Bank Notes Act 1928 prevede una sanzione nel caso in cui un soggetto scriva, imprima o stampi parole, lettere o figure su una banconota.

### Svizzera
Il codice penale svizzero prevede pene a carico di chi altera il denaro purché con lo scopo di commettere condotte illecite. In particolare prevede pene di varia gravità a carico di «chiunque altera monete, cartamoneta o biglietti di banca al fine di metterli in circolazione con l'apparenza di un valore superiore» e «chiunque contraffà monete, cartamoneta o biglietti di banca al fine di metterli in circolazione come genuini».

### Turchia
In Turchia, il deturpamento o la distruzione di banconote possono essere puniti con multe o con pene detentive.

## Oceania

### Australia
In Australia non vi è distinzione fra danneggiamento per scopi artistici o fraudolenti. La sezione 16 del Crimes (Currency) Act 1981 proibisce infatti il danneggiamento e la distruzione deliberata di monete o banconote australiane compiuto senza un apposito permesso legale. La legge riguarda sia le monete australiane in corso di validità sia quelle del passato. La violazione della norma può causare pene detentive e pecuniarie.
In base a tale norma, anche la semplice scrittura di parole è stata punita.

### Nuova Zelanda
In Nuova Zelanda il Reserve Bank of New Zealand Act del 1989 vietava espressamente il danneggiamento, la mutilazione, la modifica e la distruzione volontaria di banconote, prevedendo una sanzione pecuniaria per i contravventori fino a 1000 NZD. Tale norma è stata abrogata nel luglio del 2021.